# NGC 3720
NGC 3720 is een spiraalvormig sterrenstelsel in het sterrenbeeld Leeuw. Het hemelobject werd op 15 maart 1866 ontdekt door de Duits-Deense astronoom Heinrich Louis d'Arrest.

## Synoniemen
- UGC 6523
- MCG 0-30-6
- ZWG 12.10
- KCPG 289B
- IRAS11297+0104
- PGC 35594